# Anglo-powhatanské války
Anglo-powhatanské války byla série konfliktů mezi anglickými kolonisty ve Virginii a Indiány z kmenového svazu Powhatanů. První válka proběhla v letech 1609/1610-1614, druhá v letech 1622-1632 a k třetí došlo v mezidobí 1644-1646. V důsledku válek byla vytyčena jasná hranice mezi anglickým osídlením a domorodci. Tento stav trval až do roku 1677, kdy došlo po tzv. Baconově povstání ke zřízení indiánských rezervací.

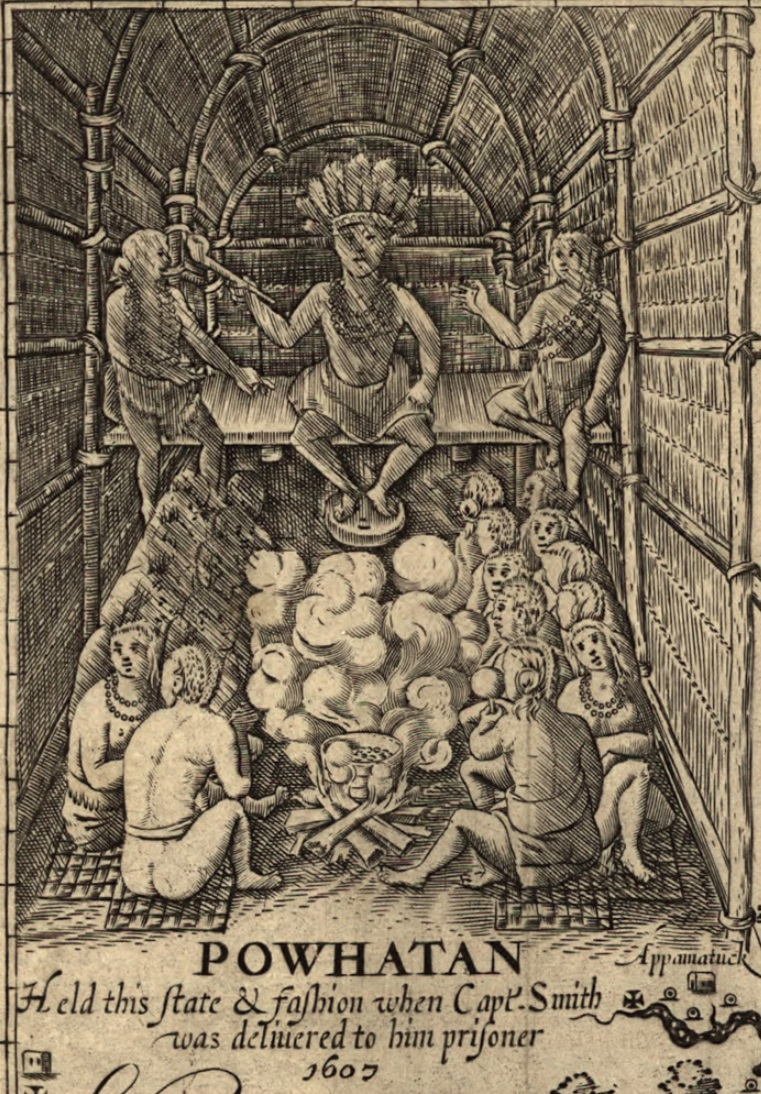
Powhatan ve svém náčelnickém dlouhém domě předtím, než k němu byl přiveden zajatý John Smith na výřezu mapy z roku 1612.

## Počáteční vztahy, první konflikty
Angličané se s domorodci dostali v této oblasti do konfliktu už v 80. letech 16. století, když došlo k založení kolonie u ostrova Roanoke v dnešní Severní Karolíně. Je možné, že na zmizení této "ztracené kolonie" se mohly podílet i kmeny patřící později do Powhatanské konfederace (viz Walter Raleigh).
První anglické trvalé osídlení, viržinský Jamestown založený v květnu 1607, se nacházelo na území mocné a stále se rozpínající "konfederace" několika kmenů vedené náčelníkem Wahunsunnacawhem (někdy též Wahunsonacock) nazývaným Angličany obvykle jako Powhatan. Osídlení Jamestownu rozhodně nelze nazvat úspěšným. Kolonisty trápila špatná voda, množství hmyzu přenášející různé nemoci, neochota pracovat a nedostatek zásob. Jamestown potřeboval dobré vztahy s domorodci, aby se kolonie mohla udržet.
Kapitán John Smith, jeden z lídrů kolonie, si představoval, že viržinští Indiáni budou časem dělat všechnu práci za Angličany, ale Powhatan to viděl samozřejmě jinak. Chtěl kolonisty přesunout z pobřežních bažin do jedné z jeho osad zvané Capahosick, kde by Angličané pro Indiány vyráběli kovové nástroje a výměnou za to by je zásobovali jídlem. John Smith se v prosinci 1607 vydal na průzkum, ale byl zajat loveckou výpravou vedenou Opechancanoughem, Powhatanovým bratrem. Smith pak ve svých pamětech popsal, jak byl následně zachráněn Pocahontas alias Matoakou, Powhatanovou dcerou. Historikové se dodnes neshodnou, jak tento čin vysvětlit, pokud tedy k události vůbec došlo. Obvykle se uvádí, že šlo o inscenovaný rituál předem připravený Powhatanem, který měl zahájit mírové vztahy mezi oběma etniky a jistým způsobem naznačit adopci Angličanů mezi místní Indiány, resp. je zařadit jako tributární kmen do Powhatanova kmenového svazu. Smith byl propuštěn na nový rok 1608, když slíbil, že kolonii přesune do Capahosicku. Smith navíc Powhatanovi tvrdil, že byl synem kapitána Newporta a Newport že je anglický weroance – kmenový náčelník.

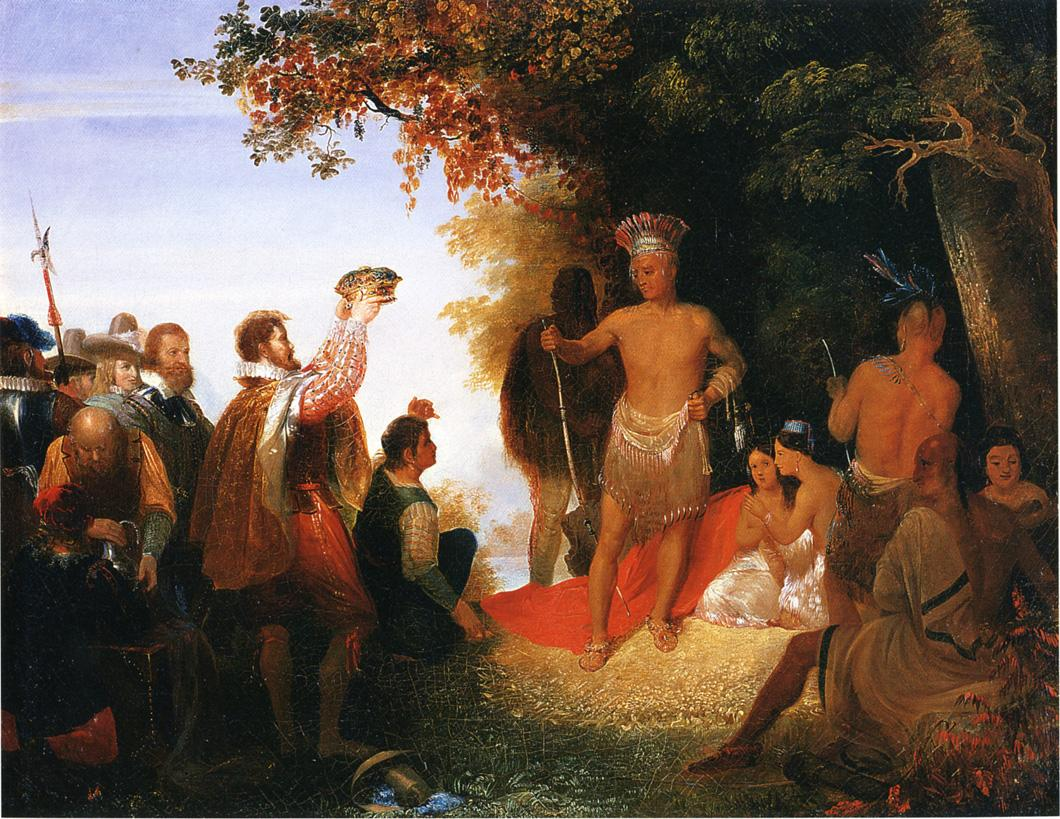
Korunovace Powhatana poddaným anglické koruny velitelem Jamestownu kapitánem Newportem v létě 1608. Je více než jisté, že Powhatan tento rituál chápal zcela jinak než Angličané. Obraz z roku 1835.

Nějaký čas se vztahy mezi oběma etniky vyvíjely dobře. Powhatan byl dokonce korunován kapitánem Newportem jako anglický vazal. Powhatan obdržel rovněž množství darů, ale korunovace se přece jen poněkud zadrhla, když si náčelník odmítl před nasazením koruny kleknout. Je otázkou, jak Angličané Powhatanovi význam korunovace vysvětlili, je nepravděpodobné, že mu oznámili, že se tímto aktem stal poddaným anglické koruny. Koncem roku 1608 se situace začala měnit. Hladovějící osadníci si vynutili na domorodcích, kteří měli toho roku slabou úrodu, kukuřici pod pohrůžkou násilí. Na jaře 1609 došlo ke konfliktu kmene Paspahegh a kolonisty z Jamestownu. Jejich náčelník Wowinchopunk však následně uzavřel s Angličany příměří poté, co jimi byl zajat a ze zajetí unikl. Výsledkem bylo, že někteří kolonisté získali i přístup do indiánských osad. V létě 1609 se John Smith pokusil založit nové pevnůstky v indiánském teritoriu, čímž znovu přispěl ke zhoršení vztahů. V říjnu 1609 byl Smith při náhodné explozi střelného prachu zraněn a byl nucen vrátit se do Anglie. Krátce nato Angličané založili druhou pevnůstku Fort Algernon, poblíž vesnice Kecoughtan. Tento akt zřejmě domorodce popudil. V listopadu 1609 přepadli Powhatané několik Angličanů vedených Johnem Ratcliffem, kteří přijeli lodí obchodovat k jejich hlavnímu městu a všechny, kteří se dostali na břeh zabili.
Osadníci odříznutí od domorodých zásob a navíc ohrožováni vzrůstajícím nepřátelstvím ze strany Indiánů, začali trpět hlady tak, že se v květnu 1610 rozhodli Jamestown evakuovat. Nicméně cestou do Anglie potkali lodě lorda De la Warra a vrátili se zpět pod jeho vedením. Lord De la Warr byl typem nekompromisního a tvrdého velitele, který se rozhodl vypořádat s Indiány silou. Poslal Popwhatanovi ultimátum, ať vrátí všechny anglické věci a zajatce, jinak zahájí válku. Když mu po neuspokojivé Powhatanově odpovědi poslal hlavu zajatce z kmene Paspaheghů, bylo jasné, že válce nic nezabrání.

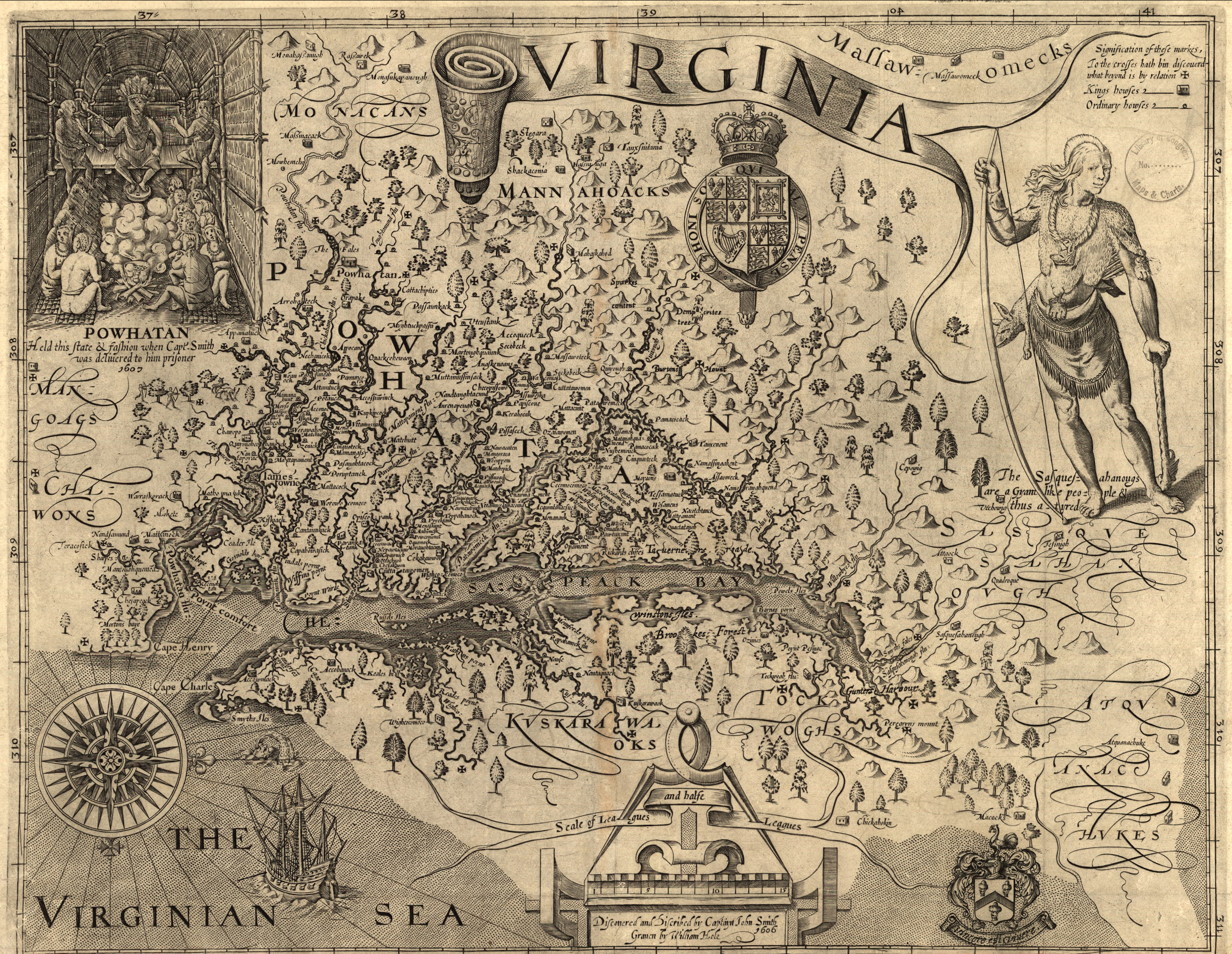
Mapa Virginie podle Johna Smithe ukazující stav této oblasti v letech 1607-1609.

## První válka
První Anglo-powhatanská válka proběhla v letech 1610 až 1614, přičemž někteří historikové kladou její faktický počátek už do událostí z konce roku 1609.
9. srpna 1610 vyslal De la Warr 70 mužů, aby napadli hlavní osadu Paspaheghů, spálili domy a zničili pole s kukuřicí. Výprava zabila asi 70 Indiánů a zajala kromě jiných i náčelníkovu ženu a její děti. Při návratu domů hodili Angličané děti přes palubu a prostřelili jim hlavy. Náčelníkova žena byla zabita v Jamestownu mečem. Paspaheghové se z tohoto útoku nikdy zcela nevzpamatovali a opustili svou osadu. Angličané pak vyslali další útočnou skupinu proti Warraskoyakům. Ti však včas uprchli. Koloniální jednotka alespoň zničila jejich vesnici a kukuřičná pole.
Na podzim 1610 napadli Indiáni skupinu Angličanů v Appomattocu. Krátce poté ustavil lord De la Warr útvar vojáků, kteří zůstali u vodopádů řeky James přes celou zimu. V únoru 1611 byl náčelník Paspaheghů Wowinchopunk zabit při bitce poblíž Jamestownu a o pár dní později naopak Indiáni objevili několik osadníků mimo pevnost a zabili je. V květnu 1611 dorazil do Virginie nový guvernér sir Thomas Dale a hned se snažil rozšířit anglické osídlení. To vedlo k několika dalším střetům. Angličanům se podařilo obsadit ostrov na řece James a ustavit zde opevněné městečko Henricus, navzdory útokům významného válečníka Nemattanewa zvaného Opeřený Jack.
Okolo Vánoc 1611 zabrali Angličané Appomattoc a zbudovali zde opevněnou osadu nazvanou Nové Bermudy. Stárnoucí Powhatan na bělošskou expanzi prakticky nereagoval a zdá se, že právě v té době začal ztrácet vůdčí postavení v konfederaci, které se přesouvalo na jeho mladšího bratra Opechancanougha. V prosinci 1612 uzavřel námořní kapitán a jeden z vojenských velitelů kolonie Samuell Argall mír s kmenem Patawomeck. V dubnu 1613 pak zajal Powhatanovu dceru Pocahontas, když mu jí na loď přivedl náčelník Patawomecků Japazaw. To způsobilo okamžité zastavení útoků ze strany Powhatanů. Angličané mezitím expandovali směrem na jih a ustavili osadu v City Point.
Začátkem roku 1609 byl ostrov Jamestown jediným místem, které Angličané kontrolovali. V roce 1613 však kolonisté zabrali již poměrně rozsáhlé území především na dolním toku řeky James. Koloniální vojáci zdecimovali nebo rozprášili několik indiánských skupin a kmenů: Kicoughtan, Paspehegh, Arrohattoc a Quiockohannock.

## Pocahontas a mír

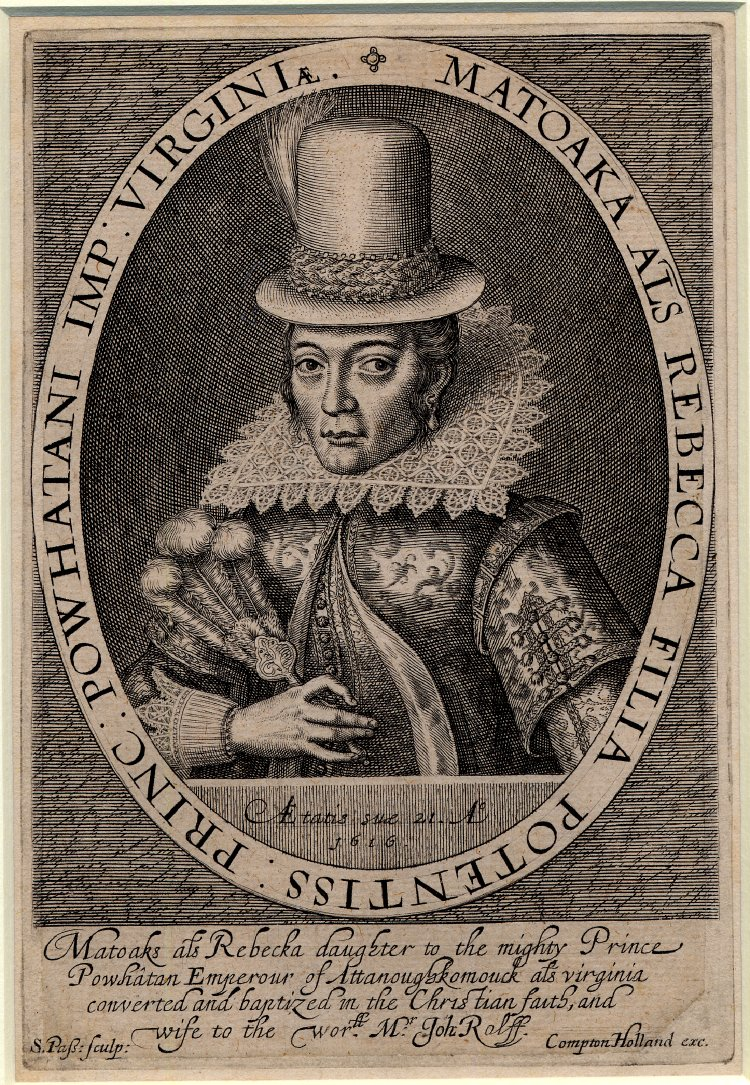
Rytina Pocahontas alias Rebeccy vytvořená během její návštěvy Londýna v roce 1616.

Mírová jednání točící se okolo návratu zajatců a zbraní trvala téměř rok. Nakonec se v březnu 1614 guvernér Dale spolu s Pocahontas a velkou vojenskou silou vydal najít samotného Powhatana. Útvar přes déšť šípů zpustošil jeho osadu a následně našel Powhatana v jeho novém hlavním městě Matchcot. Došlo k dojednání míru, který byl zpečetěn svatbou Pocahontas (pokřtěné jako Rebecca) s pěstitelem tabáku Johnem Rolfem. Jednalo se o první známý mezirasový svazek ve Virginii. Kmen Chickahominiů, který požíval značné autonomie, pak uzavřel s Angličany vlastní mír, v němž byli domorodci z tohoto etnika prohlášeni za poddané anglického krále Jakuba I., až koncem roku 1614.
Po sňatku následovalo několik mírových let. Toto období bylo nazýváno zlatými léty anglo-powhatanských vztahů, či jako Pocahontasin mír. V roce 1616 dokonce podnikli guvernér Dale a Pocahontas cestu do Anglie. Bohužel při zpáteční cestě tato "princezna" podlehla neznámé chorobě a v březnu 1617 zemřela. Mezitím kmen Chickahominyů odmítl platit tribut Angličanům a přešel pod křídla Powhatanů. V roce 1618 zemřel náčelník Powhatan. Novým velkým náčelníkem se stal Opechancanough, přičemž Nemattanew alias Opeřený Jack se postupně vypracoval na pozici prominentní figury, jakéhosi válečného šamana.

## Druhá válka
Opechancanough udržoval 4 roky přátelské vztahy s kolonií. Dokonce se sešel s anglikánským duchovním a dal najevo ochotu konvertovat ke křesťanství. Je otázkou, zda již dlouhou dobu plánoval masivní útok anebo se tak rozhodl až v důsledku jistých událostí z let 1619 a 1622. Někteří historikové považují za důležitý podnět útoku to, že Angličanům v roce 1619 připlula loď plná svobodných žen a domorodci tak konečně pochopili, že se s nimi nově příchozí nehodlají mísit a nepřijmou jejich kulturu. Další událostí byla smrt oblíbeného válečníka Nemattanewa. Opeřený Jack byl zastřelen Angličanem poté, co odmítl jít na koloniální úřad vysvětlit smrt jednoho z osadníků, ve které měl zřejmě prsty.

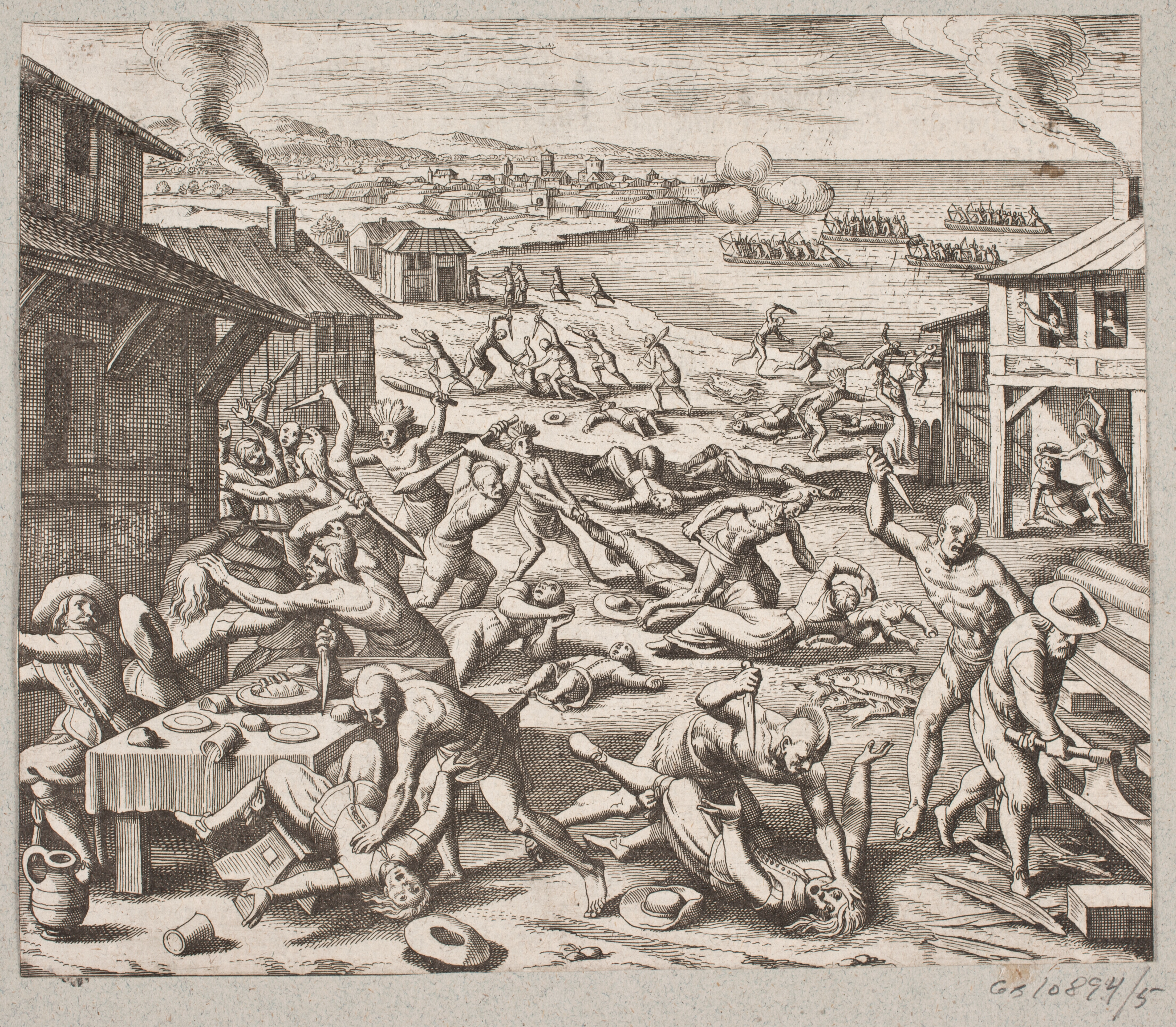
Rytina Matthaeuse Meriana z roku 1628 zobrazující překvapivý indiánský útok na viržinské osady v březnu 1622.

V pátek ráno 22. března 1622 přišlo téměř do všech anglických osad a samot na návštěvu mnoho stovek Indiánů. Přišli neozbrojeni a předstírali přátelské jednání. Ve smluvenou dobu však popadli jakékoli zbraně a nástroje, které u kolonistů našli a zaútočili. Výsledkem byl masakr, jemuž padlo za oběť 347 bělošských obyvatel Virginie, čili více než čtvrtina populace! Hlavní město Jamestown varoval nějaký spřátelený Indián, tudíž sem útočníci nepronikli. Powhatané se pak stáhli a vyčkávali. Doufali, že tento úder kolonisty donutí k opuštění kolonie. Angličané však zareagovali zcela jinak. Během následujících deseti let vysílali téměř každé léto či brzký podzim útočnou výpravu, která měla z úkol napadat powhatanské osady, poplenit jejich pole, zabrat či zničit zásoby a pobít co nejvíce obyvatel. Osadníky zásobovali jídlem spřátelení Indiáni z kmenů Accomac a Patawomeck, čímž umožnili, aby se kolonisté věnovali naplno bojovým operacím a pěstování tabáku, díky čemuž kolonie konečně začala prosperovat. Již roku 1623 žádal Opechancanough o mír. Kolonisté naoko souhlasili. Během mírových rozhovorů však otrávili indiánské delegaci víno, následně napadli přeživší a většinu z nich pobili, jako pomstu za masakr z března 1622. Celkem během tohoto "vyjednávání" zabili asi 250 Indiánů. Opechancanough nicméně unikl. Potom opět napadli osady několika kmenů. V roce 1624 se obě strany rozhodly svést jedinou větší bitvu války. 800 powhatanských lukostřelců napadlo 60 do brnění navlečených anglických vojáků ničících jejich pole. Bitva trvala dva dny, přičemž Powhatané 16 vojáků pouze zranili. Přes velkou početní převahu se jim nepodařilo Angličany vytlačit, sami údajně utrpěli velké ztráty a nakonec ustoupili. V Evropě již spíše archaická brnění se ukázala být velmi účinnou obrannou pomůckou proti lehce ozbrojeným Indiánům.

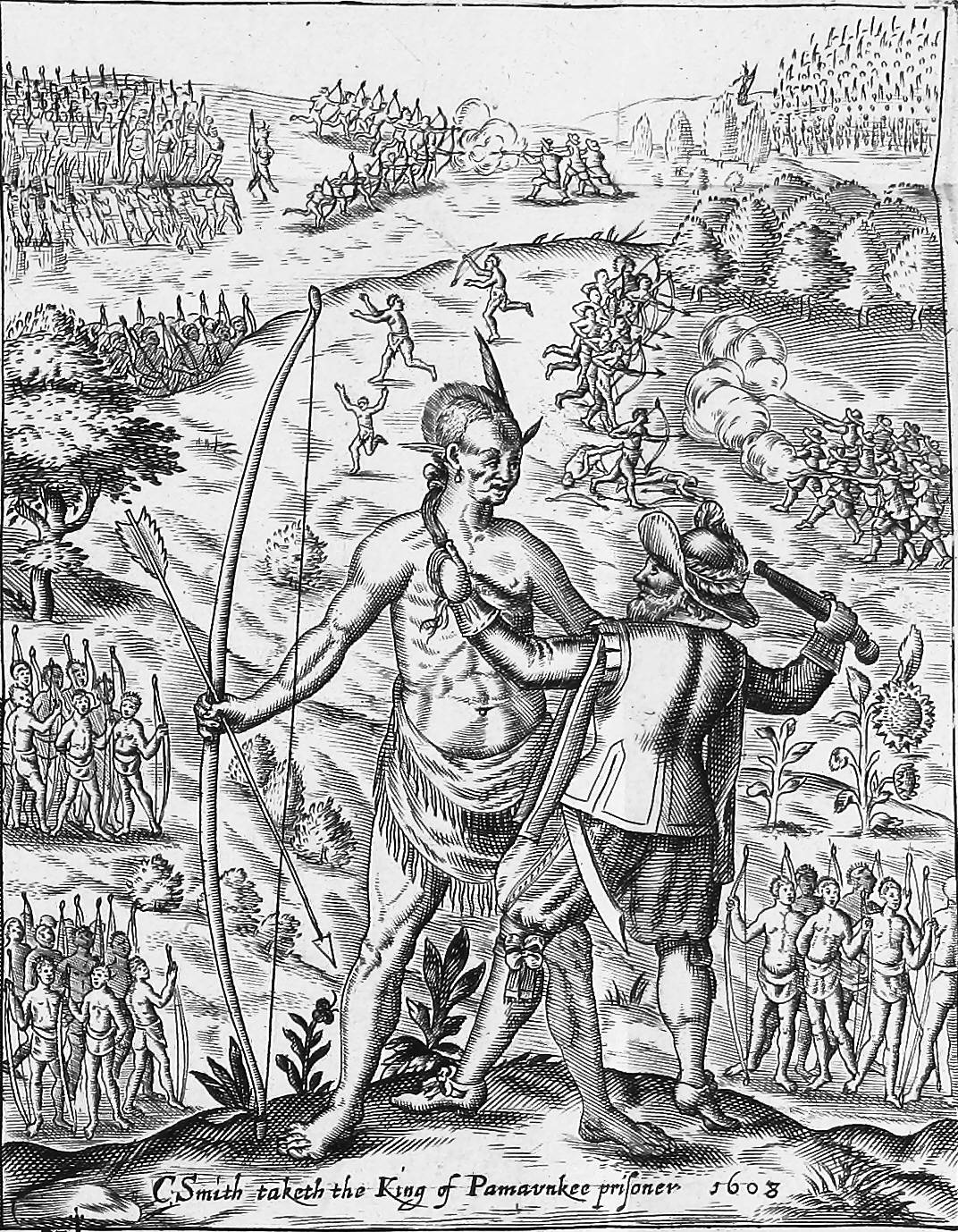
Zobrazení Opechancanougha, náčelníka Pamunkeyů, kterého v roce 1608 bere John Smith do zajetí (nejde o autentické zobrazení, nýbrž o rytinu ze Smithových pamětí z roku 1624). Není bez zajímavosti, že o rok dříve zajal právě Opechancanough Johna Smithe a přivedl ho k Powhatanovi. O téměř 40 let později zajali Angličané náčelníka znovu, tentokrát však již neunikl živý.

V letech 1625-1626 trpěla kolonie nedostatkem střelného prachu, což znemožnilo větší kampaně. Domorodci o těchto problémech zřejmě nevěděli a pouze se snažili přeskupit a rozhodnout co dál. Nicméně v létě 1627 udeřili Angličané znovu a napadli celkem šest kmenů nebo skupin. Použili při tom klasickou likvidační taktiku. V roce 1628 byl vyhlášen mír, ale ukázalo se, že šlo pouze o dočasné příměří, neboť v březnu 1629 propukly boje nanovo. 30. září 1632 byl nakonec podepsán mír. Ačkoli nešlo o jasnou porážku Indiánů, bylo zřejmé, že kolonisté posílili. Angličané pokračovali ve své územní expanzi podél toku větších řek (James, York). V roce 1633 vystavěli 6 mil dlouhou palisádovou hradbu přehrazující poloostrov mezi řekami James a York (zhruba kde leží dnešní Williamsburg). Do roku 1640 začali expanzi severně od řeky York a roku 1642 v oblasti Piankatanku. Ačkoli vládl mír, napětí mezi oběma etnickými skupinami bylo více než zřejmé. Vztahy se omezovaly jen na nejnutnější kontakty, došlo k několika incidentům v hraničních oblastech.

## Třetí válka

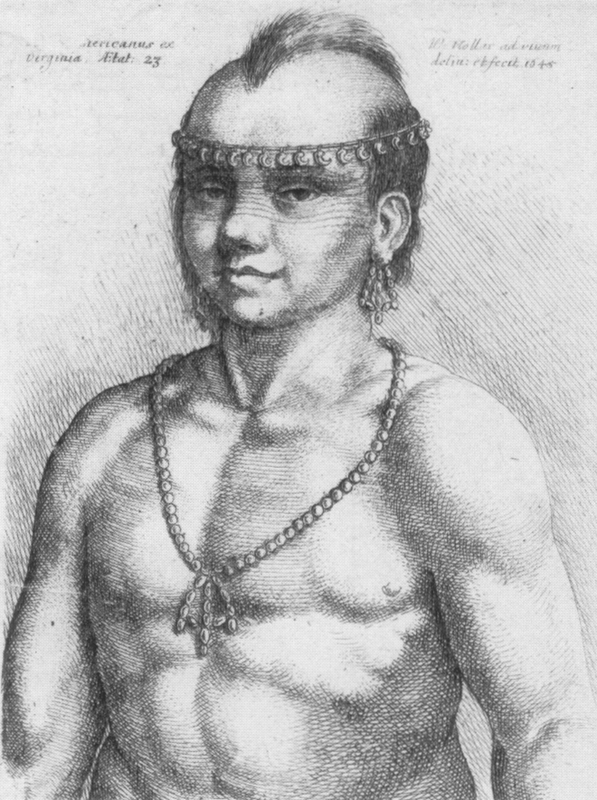
Virginský Indián z nespecifikovaného etnika na rytině Václava Hollara z roku 1645

V roce 1644 udeřili Indiáni znovu. Stále je vedl Opechancanough, tehdy již nejméně 80letý stařec. Indiáni první úder opět pečlivě připravili a podařilo se jim dosáhnout nečekaného momentu překvapení. 18. dubna 1644 ráno napadli množství neopevněných osad a samot a podařilo se jim pobít během jediného dne téměř 500 kolonistů. Byl to výrazný úder, ale populace Virginie v té době dosáhla již čísla 8000 a tudíž bylo ztracena nepoměrně menší část obyvatel, než tomu bylo v roce 1622. Navíc Indiáni opět nedokázali využít svého úvodního úspěchu. Opechancanough stáhl své bojovníky do vnitrozemí a vyčkával. Reakce kolonistů na sebe nenechala dlouho čekat a přišla začátkem léta 1644. Viržinský guvernér William Berkeley zorganizoval několik rozhodných úderů. Několik set obrněných mušketýrů rozdělených do jedné hlavní a několika menších jednotek systematicky zničilo množství vesnic a úrody. Navíc Angličané záhy založili 4 pevnůstky, které "dobytá" území kontrolovaly.
V zimě 1644/45 bojové operace ustaly, Angličané se zaměřili na budování pevnůstek. V roce 1645 zřídila kolonie oddíl jakýchsi "rangers", kteří měli rok válčit proti Indiánům a dostávali za to plat. Angličané použili i stejnou taktiku jako v předchozí válce. Předstírali ochotu mírových rozhovorů a přitom napadli indiánské emisary a pobili je. Zesláblý Opechancanough, kterého údajně nosili na nosítkách, znovu unikl. Zajatce prodávali do otroctví do Západní Indie. Konečně na jaře 1646 speciálně vybavený oddíl o 60 mužích posílený skupinou dragounů vystopoval a zajal Opechancanougha. Náčelník byl okamžitě deportován do Jamestownu, kde měl být vsazen do vězení. Jeden z jeho hlídačů ho však zastřelil jako odplatu za to, co způsobil kolonii.

### Mírová smlouva 1646

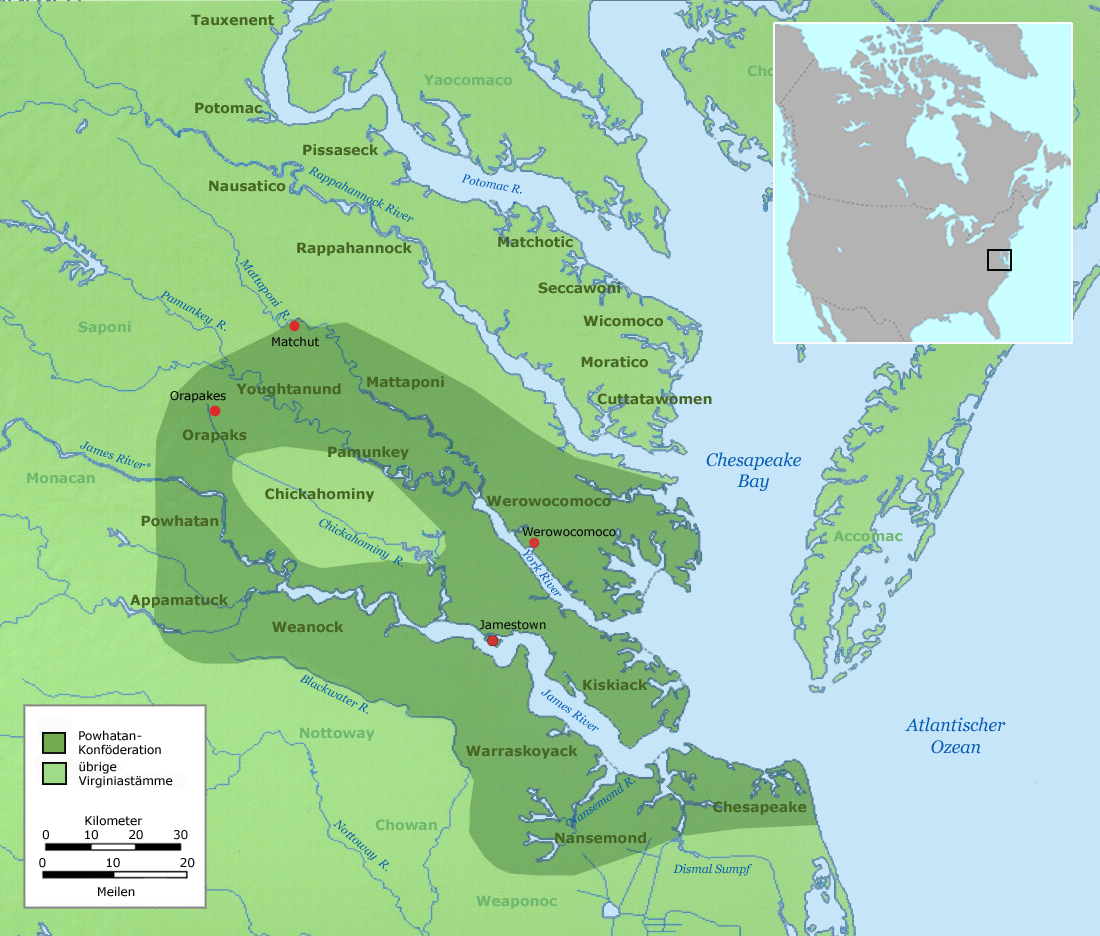
Rozmístění hlavních kmenů Powhatanské konfederace a okolních etnik.

V mírové smlouvě z října 1646 uznali nový náčelník Necotawance a zástupci kmenů dříve patřících do konfederace, že se stali plátci tributu Virginii čili zprostředkovaně králi Anglie. Angličané si vynutili právo jmenovat či alespoň schvalovat nové náčelníky. Indiáni měli vrátit všechny zajatce či uprchlé otroky a veškeré střelné zbraně, které získali. Kolonisté se na oplátku zaručili, že budou kmeny zahrnuté do smlouvy chránit před jejich tradičními nepřáteli. Zároveň byla stanovena hraniční linie mezi osídlením indiánským a anglickým. Nikdo nesměl tuto hranici překročit, pokud neobdržel zvláštní pas v jedné z hraničních pevnůstek. Angličané získali pod svou kontrolu poměrně rozsáhlou oblast, kterou dosud nekolonizovali, vesměs mezi řekami York, James a Blackwater. Tato válka byla již jednoznačným anglickým vítězstvím. Powhatanská konfederace se stala pro Angličany de facto neškodnou skupinou menších kmenů a podkmenů volně spojenou osobou nejvyššího náčelníka. Indiáni už nemohli ohrozit samu podstatu anglické kolonizace v této oblasti.

## Důsledky
Virgine si následně užívala 30 let míru a relativního klidu v indiánských záležitostech. Toto období přerušilo až tzv. Baconovo povstání z roku 1676, které vzniklo právě v důsledku střetů s Indiány na hranicích Marylandu a Virginie. Výsledkem pak byla smlouva, kterou v roce 1677 podepsala Cockacoeske, považovaná za nejvyšší náčelnici nyní již velmi oslabené Powhatanské konfederace. Smlouva konstatovala vznik indiánských rezervací pro každý kmen. Domorodci si podrželi právo lovu mimo rezervace. Následujících několik náčelníků rezervační půdu dále rozprodávalo kolonistům, výsledkem čehož byla minimalizace indiánského území do současného stavu.